# Europees Jaar van gelijke kansen voor iedereen
Het Europees Jaar van gelijke kansen voor iedereen (European Year of Equal Opportunities for All) is een themajaar (te weten het jaar 2007) uitgeroepen door de Europese Commissie op 31 mei 2005 in Brussel.
De doelstellingen van het themajaar waren:
- het publiek attent maken op het recht op gelijkheid en non-discriminatie
- stimulering van het debat over deelname van ondervertegenwoordigde groepen aan de maatschappij
- diversiteit
- het bevorderen van onderling respect en solidariteit

## Verwante onderwerpen
- Themajaar
- Europees Jaar